# Britta Seeger

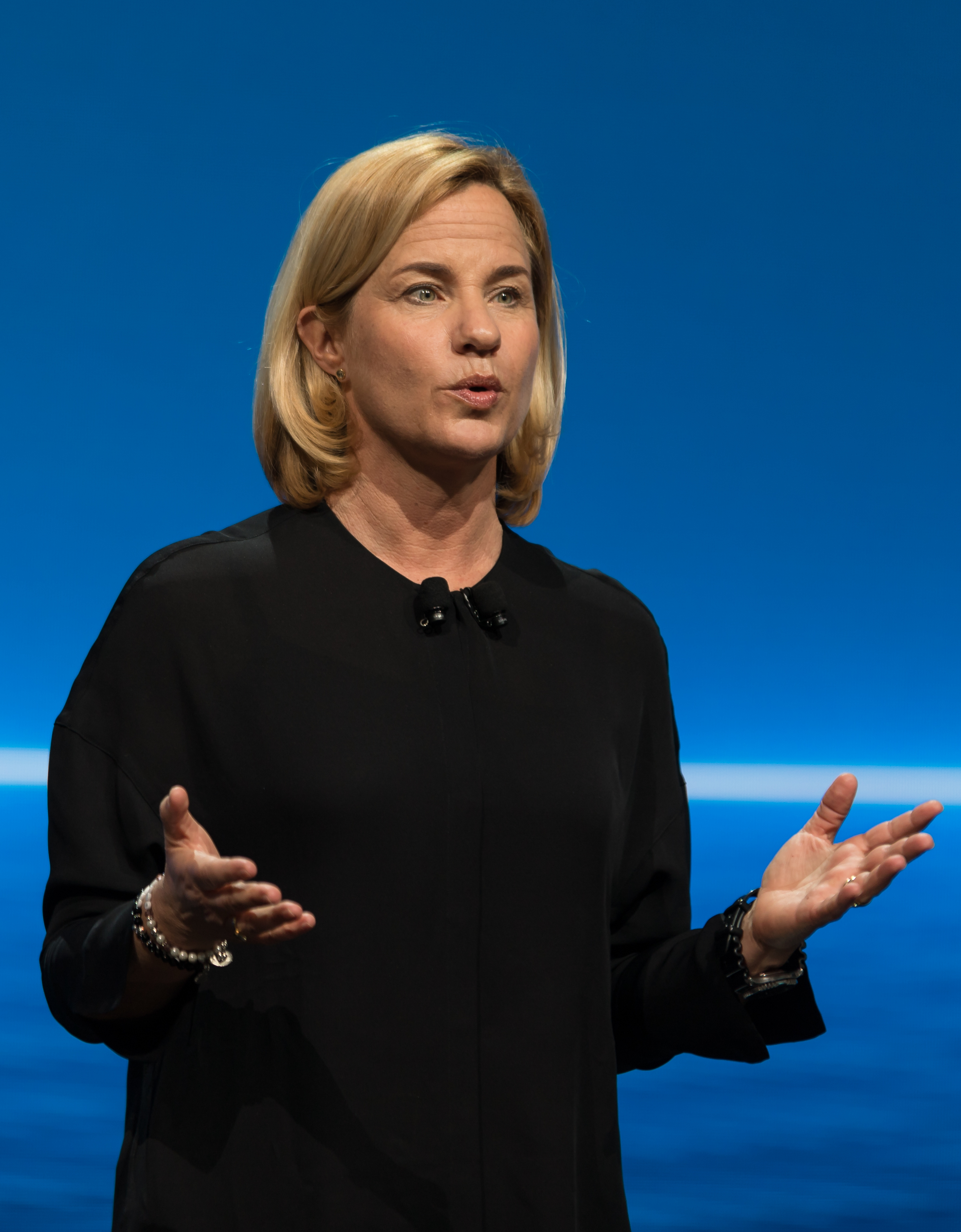
Britta Seeger, 2018

Britta Seeger (* 25. September 1969 in Bonn) ist eine deutsche Managerin. Sie ist seit dem 1. Januar 2017 Vertriebsvorständin der Mercedes-Benz Group AG. Sie ist eine von drei weiblichen Mitgliedern dieses Vorstands. Nach Renata Jungo Brüngger und deren Vorgängerin Christine Hohmann-Dennhardt ist sie die dritte Frau, die in den Vorstand der Mercedes-Benz Group AG berufen wurde.

## Leben
Nach dem Besuch des Friedrich-Schiller-Gymnasiums in Fellbach studierte Seeger Betriebswirtschaftslehre an der Berufsakademie Stuttgart. Danach arbeitete sie in der Personenwagensparte der damaligen Daimler-Benz AG. Nach mehreren Stationen in der Konzernzentrale wechselte Seeger 2013 nach Korea und führte dort als CEO die Vertriebsaktivitäten für die Pkw- und Lkw-Sparte. In Korea war sie die erste Frau in einer Geschäftsführungsposition eines ausländischen Automobilherstellers. 2015 wechselte sie in die Lkw- und Bussparte und übernahm als CEO die Führung der Mercedes-Benz Türkei.
Nach ihrer Rückkehr wurde sie zum 1. Januar 2017 in den Konzernvorstand berufen. Dort folgt sie als Vertriebsvorständin Mercedes-Benz Cars Ola Källenius nach, der das Forschungs- und Entwicklungsressort übernommen hat.
Im Dezember 2024 wird bekannt, dass Seeger ab Mai 2025 Personalvorständin und Arbeitsdirektorin des Konzerns werden soll.